# Gioco di carta e matita
I giochi di carta e matita sono una famiglia di giochi da tavolo che si giocano scrivendo o disegnando su carta e non richiedono altro particolare equipaggiamento. Poiché per giocare a questi giochi è sufficiente conoscerne le regole, essi tendono a diffondersi semplicemente per passaparola, in modo analogo a quanto avviene per molti giochi di carte. Alcuni (per esempio la battaglia navale o il tris) sono estremamente noti, al punto di doversi considerare come parte della cultura popolare di intere nazioni o addirittura di interi continenti. Quelli caratterizzati da regole non banali esistono quasi sempre in numerose varianti, mentre i giochi estremamente semplici (fino al limite della "non giocabilità") sono spesso noti universalmente, proprio perché più facili da ricordare in modo esatto.
Numerosi giochi da tavolo possono prestarsi, una volta acquisite le regole, a essere giocati facendo solo uso di carta e matita; si tratta di quei giochi in cui il tabellone è relativamente semplice (o assente) ed eventuali pezzi da piazzarvi sopra non devono successivamente essere spostati o rimossi. Fra i giochi di origine non popolare, ma che si sono diffusi e vengono giocati frequentemente con carta e penna, c'è per esempio mastermind (codice segreto).

## Altri usi
Qualche volta ci si riferisce ai giochi di ruolo non dal vivo come giochi "carta e matita" o "carta e penna" per distinguerli dai videogiochi di ruolo per computer.